# 12 małp (serial telewizyjny)
12 Małp (ang. 12 Monkeys) – amerykański serial science-fiction wyprodukowany przez NBCUniversal Television Distribution oraz Legendary Global TV Distribution. Serial jest adaptacją filmów: 12 małp z 1995 roku, którego wyreżyserował Terry Gilliam oraz Filar z 1965 roku autorstwa Chrisa Markera. Za serial odpowiadają: Terry Matalas oraz Travis Fickett. Serial jest emitowany od 16 stycznia 2015 przez SyFy. W Polsce serial jest emitowany od 18 stycznia 2015 roku przez SciFi Universal. Wersję polską opracował Wojciech Matyszkiewicz. 12 marca 2015 roku, stacja SyFy zamówiła 2. sezon serialu, którego debiut zaplanowany był na 18 kwietnia 2016 roku. 30 czerwca 2016 roku, stacja SyFy przedłużyła serial o trzeci sezon.

## Fabuła
Akcja serialu toczy się w 2043 roku. Serial skupia się na Jamesie Cole, który podróżuje z przyszłości w przeszłość za pomocą niebezpiecznych metod. Celem jego podróży w czasie jest zniszczenie źródeł niebezpiecznej zarazy, która uśmierciła 93,6% populacji.

## Obsada

### Główna
- Aaron Stanford jako James Cole
- Amanda Schull jako Cassandra Railly
- Kirk Acevedo jako Ramse
- Noah Bean jako Aaron Marker[6]
- Emily Hampshire jako Jennifer Goines[7]

### Drugoplanowa
- Barbara Sukowa jako Jones
- Tom Noonan jako the Pallid Man
- Lyriq Bent jako dr Henri Toussaint
- Todd Stashwick jako Deacon
- Jeff Clarke jako Jules
- Romina D'Ugo jako Max
- Demore Barnes jako Marcus Whitley
- Michael Hogan jako Vance Eckland (sezon 2)[8]
- Scottie Thompson jako Mantis (sezon 2)[9]
- Jay Karnes jako Robert Gale, agent FBI (sezon 2)[10]
- Brendan Coyle jako dr Benjamin Kalman, bioinżynier (od 2 sezonu)[10]
- Madeleine Stowe (sezon 2)[11]
- Hannah Waddingham jako Magdalena (sezon 3)[12]
- Faran Tahir jako Mallick (sezon 3)[12]

## Odcinki
|  | 1 | 13 | 16 stycznia 2015 | 10 kwietnia 2015 | 18 stycznia 2015     | 12 kwietnia 2015 | 25 maja 2016         |
|  | 2 | 13 | 18 kwietnia 2016 | 18 lipca 2016    | 16 października 2016 | 8 stycznia 2017  | 13 października 2018 |
|  | 3 | 10 | 19 maja 2017     | 21 maja 2017     | —                    | —                | 2 października 2018  |
|  | 4 | 11 | 15 czerwca 2018  | 6 lipca 2018     | —                    | —                | —                    |

## Produkcja
6 kwietnia 2014 roku, stacja SyFy zamówiła 1. sezon serialu 12 Małp, który będzie składał się z 13 odcinków.